# Les Cinq Sens et les Quatre Éléments
Les Cinq Sens et les Quatre Éléments (titre complété de « avec objets aux armes de la famille de Richelieu ») est une peinture à l'huile sur toile datée de 1627, du peintre français de natures mortes Jacques Linard. Elle est conservée au musée du Louvre à Paris, en dépôt du musée national des Beaux-Arts d'Alger depuis 1970.

## Description
Cette nature morte constitue une allégorie des Cinq Sens et des Quatre Éléments : le luth, le flageolet et la partition pour l’Ouïe, le miroir et le verre de vin pour la Vue, les fleurs pour l’Odorat, les fruits pour le Goût, les mortier et pilon et la boîte de copeaux pour le Toucher ; les légumes pour la Terre, le réchaud pour le Feu, le paradisier et le soufflet pour l’Air, enfin l’aiguière pour l’Eau.
La nature morte a sans doute aussi valeur de vanité en raison de son sujet : les sens humains et animaux sont joints aux éléments terrestres, rappelant ainsi la Fugacité et l’Impermanence qui sont évoquées. En outre, quelques symboles habituels des peintures de vanités sont représentés : les cartes à jouer et les dés dans le tiroir ou l’iris, isolé au premier plan à gauche, près de la boîte de copeaux.
Les armes aux trois chevrons visibles sur le gobelet et l’aiguière sont celles de la maison du Plessis de Richelieu, peut-être une tentative de la part de Linard pour se signaler aux yeux du cardinal de Richelieu,.
La coupe chinoise évoque les terres lointaines avec la scène peinte qui montre le poète Su Shi buvant du vin sur son bateau auprès d’un poème de ce peintre lettré intitulé La Falaise rouge. Elle est connue par plusieurs autres versions, notamment au musée Topkapi à Istanbul et au British Museum à Londres.
Les objets sont peints dans une lumière très claire et égale et avec un naturalisme sans concession, et disposés selon trois plans successifs et superposés.
Le tableau est signé et daté en bas à droite, sur le tiroir : « 1627. Linard ».

## Analyse
La composition s'inscrit dans la tradition de la nature morte flamande des premières années du XVIIe siècle du genre des « breakfast pieces » ou « tables servies », qui se développe alors dans l'Europe du Nord, représenté par des artistes comme Osias Beert et Clara Peeters,. Le principe consiste à juxtaposer des objets, généralement liés à un repas, selon une perspective cavalière (due au peu de profondeur) et sur un fond généralement sombre pour mettre en valeur les coloris et les textures.
Jacques Linard donne à sa composition une ampleur et une ambition nouvelle en y joignant d'autres genres comme celui de la peinture de fleurs et celui de la vanité, donnant au tableau sa signification d'une allégorie des cinq sens et des quatre éléments. Cette œuvre est un résumé de la nature et de sa perception par l'homme.

## Exposition
Cette peinture est exposée dans le cadre de l'exposition Les Choses. Une histoire de la nature morte au musée du Louvre du 12 octobre 2022 au 23 janvier 2023, parmi les œuvres de l'espace nommé « Sélectionner, collectionner, classer ».